# Federico Rodriguez
Pas d'image ? Cliquez ici

a Compétitions nationales et continentales officielles uniquement.

b Matchs officiels uniquement.
Federico "Feche" Rodriguez, né en 25 décembre 1980 en Argentine, est un joueur argentin de rugby à XV jouant au poste de talonneur. Il mesure 1,83 m pour 110 kg.

## Biographie

### En équipe nationale
Il effectue son premier test match avec l'Argentine le 15 décembre 2007 à l’occasion d’un match contre l'équipe du Chili (victoire 79-8).

## Palmarès

### En équipe nationale
- 1 sélection
- 1 essai
- 5 points
- Sélections par saison : 1 en 2007.

Argentine -21 ans (en 2000)